# Spielmannia
Spielmannia é um género botânico pertencente à família Scrophulariaceae.